# Puebla de Zaragoza
Puebla de Zaragoza, uradno znan kot Heroica Puebla de Zaragoza, je sedež Mestne občine Puebla, glavno mesto zvezne države Puebla in eno od petih najpomembnejših španskih kolonialnih mest v Mehiki. Nahaja se jugovzhodno od Ciudad de México in zahodno od glavnega pristanišča v Mehiškem zalivu, Veracruz, na glavni cesti med njima, v osrednji Mehiki.
Mesto je bilo ustanovljeno leta 1531 na območju imenovanem Cuetlaxcoapan, kar pomeni »kjer kača zamenja svojo kožo«, med dvema pomembnima avtohtonima naseljema v tistem času, Tlaxcala in Cholula. Ta dolina pred 16. stoletjem ni bila naseljena.
Zaradi svoje zgodovine in arhitekturnih slogov, od renesanse do mehiškega baroka, je bilo mesto leta 1987 vpisano na seznam Unescove svetovne dediščine. Mesto je znano tudi po jedeh mol poblano, Chiles en nogada in lončarstvu Talavera.

## Zgodovina

### Obdobje pred prihodom Špancev
Nekateri zgodovinarji menijo, da je bilo območje, kjer se nahaja mesto danes, naseljeno v času pred 15. stoletjem. Dolina naj bi se uporabljala kot bojno polje, ko so se vojskovali prebivalci Itzocana, Tepeaca, Huejotzingoja, Texmelucana in Tlaxcala in kjer so ujetnike žrtvovali svojim božanstvom.
Temelj Pueble se začne s pismom škofa Tlaxcala, Juliána Garcésa, iz leta 1530 za špansko kraljico, ki navaja potrebo po španskem nadzoru med Ciudad de Mexicom in pristaniščem Veracruz. Po legendi, je imel škof sanje o tem, kje graditi mesto. V sanjah je videl dolino z gozdovi in travniki, ki jih prečka reka in se nizajo področja s svežo vodo in rodovitno zemljo. Medtem ko je razmišljal o tej pokrajini, je menda videl skupino angelov, ki se spuščajo z neba in sledijo mestu. Prepričan, da je videl božansko vizijo, je vzel nekaj bratov in šel iskat to mesto. Ta legenda je vir izvirnim imenom Pueble, to so imena Puebla de Los Angeles in vzdevek Angelópolis (mesto Angelov).

### Obdobje kolonializma
Mesto je bilo ustanovljeno v dolini Cuetlaxcoapan, skozi katero tečejo reke San Francisco, Atoyac in Alseseca. Ta dolina je obrobljena s pokrajinami Choluli, Tlaxcala, Huejotzingo in Tepeaca, v katerih so živeli avtohtoni prebivalci. Uradni datum ustanovitve je 16. april 1531, vendar pa je to prvi poskus ustanovitve, ki ni uspel zaradi stalnih poplav mesta tik ob rekah.
Večina prebivalstva se je premaknila od zahodnega brega reke San Francisco na višje ležeča območja. Nekaj družin, ki so ostale, je preimenovalo naselje v Alto de San Francisco. Španski kralj je podprl ustanovitev Pueble kot mesta brez encomiendas (pravni sistem, ki je bil med špansko kolonizacijo Amerik urejen predvsem s strani španske krone za urejanje dela domorodcev in samostojnost), saj je bil ta sistem zlorabljen in številni Španci so se znašli brez zemlje. Puebla je dobila leta 1538 grb in naziv »Noble y Leal «" (aristokratsko in lojalno) leta 1558, »Muy Noble y Leal Ciudad« (zelo aristokratsko in lojalno mesto) v 1561 in »Muy Noble y Muy Leal Ciudad« (zelo aristokratsko in zelo zvesto mesto) leta 1576.
Postavitev mesta je tip klasičnega španskega oblikovanja s središčem na glavnem trgu, danes imenovanem Zocalo. Sprva je bil glavni trg pravokotne oblike, kasneje pa kvadratne, saj naj bi bila prvotna različica grda. Še en pomemben element mesta je bila tedenska tržnica (tianguis), na katero naj bi avtohtoni prebivalci prihajali s svojimi izdelki in živili prodajat to svoje blago. Do sredine 16. stoletja je bila na glavni trg napeljana voda in postavljena fontana. Do konca stoletja je imelo mesto že 120 blokov, veliko od tega je bilo v gradnji, novo katedralo so začeli graditi leta 1575. Zaradi ugodne podnebne in strateške lokacije je bilo bogato, hitro je postalo drugo najpomembnejše mesta v Novi Španiji. Juan Gutiérrez de Padilla, skladatelj iz 17. stoletja, je preživel večino svojega življenja v katedrali (od okoli 1620-1664).
Mestni svet Puebla, sestavljen le iz Špancev, je imel določeno mero avtonomije v politiki mesta in zemljišča v mestni pristojnosti. Puebli so bila leta 1755 priključena mesta Amozoc, Totimehuacán in Cuautinchán. Mesto je še naprej rastlo in postajalo vse bolj urejeno v 17. in 18. stoletju. Nova mestna hiša je bila zgrajena leta 1714 in tržnica na glavnem trgu je bila nadomeščena z lesnimi stojnicami leta 1770. Ulice so bile tlakovane s kamnom med letoma 1786 in 1811.
Gospodarska dejavnost se je v začetku 19. stoletja preselila iz glavnega trga na trg San Francisco Parian. Zgrajeni so bili novi trgi (San Luis, San Antonio, El Carmen, La Concordia in Santa Ines). Glavni trg je doživel več preoblikovanj, dodani so mu bili kipi in park. V vojni za neodvisnost Mehike je bila glavna vloga Pueble tiskanje in distribucija načrta za neodvisnost. Po neodvisnosti leta 1827 so bili vsi Španci iz mesta izgnani.

### Moderna doba
Leta 1847 so mesto zasedle ameriške sile pod vodstvom generala Winfield Scott, brez ustreljenega strela. Ameriška vojska je bila v mestu od septembra 14. septembra do 12. oktobra, nato pa 1847 v rokah neuradne vojske generala Joaquín Rea in pozneje okrepljena z Antonio López de Santa Anna. Obleganje je bilo prekinjeno zaradi sil generala Josepha Lane, ki si je izboril svojo pot iz Veracruza v mesto po zmagi Santa Ana v bitki za Huamantl 9. oktobra 1847. Puebla je bila potem baza za delovanje generala Lane proti generalu Rea in drugim gverilcem, ki so nadlegovanih ameriško vojsko. Te sile so odšle julija 1848 po ratifikaciji pogodbe Guadalupe Hidalgo.
Med francosko intervencijo v Mehiki je bila 5. maj 1862 bitka pri Puebli, ko so mehiški branitelji pod vodstvom Ignacia Zaragoze porazili francosko vojsko pod vodstvom grofa de Lorenceza. Ime mesta je bilo z odlokom Benita Juáreza leta 1862 spremenjeno v Puebla de Zaragoza, za to je 5. maj (Cinco de Mayo) pomemben vsakoletni praznik. Mesto je ponovno napadla francoska vojska leta 1863 in ga uspela zasesti. Francoske sile so mesto zapustile leta 1866 in leta 1867 se je začela obnova.
Ob koncu 19. in v začetku 20. stoletja je Puebla postala pomembno kulturno in gospodarsko središče. Imela je uspešno tekstilno industrijo. Priseljevanje iz Evrope (Španije, Italije, Nemčije, Francije) in Libanona je bilo intenzivno. Francoski vpliv je še vedno mogoče videti na mnogih stavbah v mestu. Nemci so večinoma nastanjeni v soseki Humboldt, kjer se še vedno najde bavarski slog hiš, tam je tudi Alexander von Humboldt German College. Nemško priseljevanje je bil eden od razlogov, da je Volkswagen kasneje v 20. stoletju zgradil veliko tovarno zunaj mesta.
Od 1931 do konca 20. stoletja je rast mesta spodbudila absorpcijo občin Ignacio Mariscal, San Felipe Hueyotlipan, Resurreccion, San Jeronimo Caleras, San Miguel Canoa in San Francisco Totimehuacán. Leta 1950 je z odlokom državnega kongresa, mesto prejelo naziv Heroica Puebla de Zaragoza. Leta 1977 je zvezna vlada razglasila mesto kot Zone of Historical Monuments. Leta 1987 je zgodovinsko središče Puebla razglašeno za svetovne dediščine UNESCO.

## Občina
Občina se nahaja v zahodno-osrednji regiji zvezne države Puebla in meji na občine Santo Domingo Huehutlán, San Andrés Choluli, Teopantlán, Amozoc, Cuauthinchán, Tzicatlacoyan, Cuautlancingo in Ocoyucan in državo Tlaxcala.
Kot sedež občine, mesto Puebla vlada 482 drugim skupnostim, ima skupno površino 534,32 km², 94% prebivalstva občine od 1.485.941 živi v mestu.
Večji del občine je izkrčena zaradi kmetovanja, vključno spodnji predeli vulkana Malinche in do Sierra de Amozoc. Na Sierra del Tentzon in višje ležečih območjih vulkana Malinche vulkan je še vedno ohranjen subtropski gozd bora in hrasta. Na splošno v okolici prevladujejo gozdovi bora, hrasta in drugih drevesnih vrst. V borovem gozdu prevladuje sorta Pinus montezumae, Pinus hartwegii in Pinus teocote, nekaj je jelke (Abies religiosa). Živali sestojijo predvsem iz malih sesalcev (zajci in skunkov) in ptic.
Kmetijstvo v občini še vedno živi, vendar je degradacija okolja in rast mesta omejitveni faktor. Pridelki so koruza, fižol, pšenica, oves, avokado, hruške, jabolka, breskve, češnje (Prunus virginiana), Crataegus mexicana, oreški in Casimiroa edulis. Kmetijstvo poteka na majhnih parcelah na robu občine. Malo je živine, kot so govedo, prašiči, ovce in konji.
Industrija predstavlja približno osemdeset odstotkov gospodarstva in temelji se nahaja na obrobju mesta ter v nekaterih okoliških občinah. Glavni proizvodi so predelava kovin, kemična industrija, električne naprave in tekstilna industrija. Glavna delodajalca sta Hylsa in avtomobilski obrat Volkswagen. Rastoči sektor je predelava hrane.

## Geografija
Puebla se nahaja v dolini Puebla znani tudi kot Dolina Cuetlaxcoapan, v veliki dolini, obdani na štirih straneh z gorami in vulkani v Trans-mehiškem vulkanskem pasu. Nahaja se 25 km vzhodno od vulkanov Popocatepetla in Iztaccíhuatla, tako da imajo prebivalci mesta nanju čudovit pogled. Zaradi bližine Popocatepetla je Puebla včasih izpostavljena pepelu in prahu, ki občasno bruhata iz vulkana, najnovejši izbruh je bil 8. maja 2013.
La Malinche je mirujoči vulkan na severni strani mesta, Pico de Orizaba pa na vzhodu. Hidrološko je mesto del porečja reke Atoyac, ki teče skozi severne, vzhodne in južne predele in se poveže z jezerom Valsequillo preko jezu Manuel Ávila Camacho. Drugi dve reki sta Alseseca in San Francisco.
Puebla ima subtropsko visokogorsko podnebje. Nanj vpliva visoka nadmorska višina 2200 m. V Puebli je le redko res vroče, le nekaj dni na leto se temperature dvignejo nad 29 °C. Nočne temperature so sveže v vseh letnih časih. Sušno obdobje je od novembra do aprila, deževno pa od maja do oktobra. Največ dežja pade poleti in zgodaj jeseni.

## Znamenitosti
Zgodovinska in kulturna vrednost arhitekture Pueble je bil glavni razlog, da je mesto postalo del svetovne dediščine. Različni slogi in tehnike kot so barok, renesansa in klasika so zastopane v več kot 5000 stavbah. Zgodovinsko središče je polno cerkva, samostanov, dvorcev in podobno, večinoma zgrajenih v sivem kamnu imenovanem Cantera, rdeči opeki in okrašene s pisanimi ploščicami (azulejo). Puebla je »zibelka mehiškega baroka« tako v arhitekturi kot v dekorativni umetnosti in eno od petih najpomembnejših kolonialnih mest v Mehiki. 
Trg Zocalo, Puebla je glavni trg, kulturno, politično in versko središče mesta. To je bil prvi kvart, iz katerega so izšle ulice v obliki šahovnice. Na začetku je bil pravokotne oblike, kasneje preurejen v kvadrat, saj naj bila prejšnja različica grda. Do konca 18. stoletja je bil to tudi glavna tržnica mesta. Večino kolonialnega obdobja je bil glavni vir pitne vode vodnjak, ki je bil nameščen na sredini trga sredi 16. stoletja. Tukaj so in še potekajo mnoge politične in kulturne prireditve. V letih 1566-1722 so potekale na glavnem trgu tudi bikoborbe. Danes je Zocalo park poln dreves, številnih kipov z najbolj znanim nadangelom Mihaelom, ki je bil na vodnjak postavljen sredi leta 1777. Mnoge pomembne stavbe obkrožajo Zocalo, med njimi so Mestna hiša, Casa de los Muñecos in stolnica. Večina ulic v Puebli je poimenovanih po sistemu številčenja, ki se začne na severozahodnem vogalu Zocala. 
El Parian je trg umetnosti in obrti. Sestoji pretežno iz stalnih stojnic, vendar pa je območje obiščejo tudi prodajalci, ki prodajajo svoje izdelke na odejah po tleh.
Stolnica v Puebli je bila v gradnji 300 let. Gradnja se je začela leta 1575 v okviru naročila Filipa II. Španskega arhitektoma Franciscu Becerru in Juanu de Cigorondu. Stavba je bila posvečena leta 1649, čeprav je stala le polovica od sten in je manjkale precejšen del strehe in oba zvonika. Severni zvonik je bil dodan leta 1678, južni pa leta 1768. Oblika katedrale je latinski križ in ima pet ladij. Glavni oltar je osmerokoten, s štirimi stranmi usmerjenimi na glavne smeri. Znotraj je štirinajst kapel v različnih slogih s številnimi umetniškimi deli, glavno kupolo in glavni oltar je dekoriral Cristóbal de Villalpando. Fasada je sodi v pozni barok na prehodu v neoklasicizem z doriskimi in korintskimi stebri. Zvoniki so 69 metrov visoki in so najvišji v Mehiki. Sedeži v koru je narejeni iz lesene intarzije, oniksa in slonovine v mavrskem slogu. Dvoje orgel je prispeval Karel V. V kripti pod katedralo so številni kipi svetnikov in angelov, izdelanih iz oniksa.
Museo Amparo se nahaja v dveh kolonialnih stavbah iz 17. in 18. stoletja znanih kot El Hospitalito. Ena je bila bolnišnica San Juan de Letrán, ki je bila spremenjena v šolo za ženske. Druga je dvorec iz 18. stoletja. Ta se je pridružil bolnišnici, nato pa je postal Deposito de Mujeres Casadas (Zatočišče za poročene ženske). Ta je bila ustanovljena leta 1606 za ženske, katerih možje so bili dalj časa odsotni. Vendar pa ideja pri ženskah ni bila priljubljena in je leta 1609 postala zatočišče za »izgubljene ženske«, to je tiste, ki so postale osamljene iz nekega razloga. To zatočišče je bilo kasneje prestavljeno v drugo stavbo, v tej pa je nastal del ženske fakultete, nato pa samostan. Muzej ima štirinajst razstavnih dvoran za lončarstvo, kovino in kipe kultur Zapotekov, Huastecav, Majev, Olmekov in azteške kulture, kot tudi fino pohištvo in verske eksponate iz kolonialnega obdobja in primere sodobne umetnosti. Ti predstavljajo tri časovna obdobja iz mehiške zgodovine: pred Kolumbom, kolonialna doba in doba po neodvisnosti. Sedem dvoran je posvečeno predkolumbovskim eksponatom.
Biblioteca Palafoxiana je knjižnica, ki je bila ustanovljena leta 1646. Ustanovil jo je Juan de Palafox y Mendoza za semenišče Pueble. Za začetek je podaril svojo zbirko 5.000 knjig na College of San Juan. To je bila prva knjižnica v Ameriki in je edina, ki je preživela do današnjih dni. Osrednji prostor je v baročnem slogu in je bil zgrajen leta 1773 po naročilu škofa Francisca Fabiana y Fuera, poimenovali so jo po ustanovitelju Palafoxu. Danes knjižnica vsebuje več kot 42.000 knjig, 5.000 rokopisov in druge predmete od leta 1473 do 1910. Knjižnica je bila imenovana kot Zgodovinski spomenik Mehike (Monumento Histórico de México) in je na Unescovem seznamu del Memory of the World.
Casa del Dean je najstarejša plemenitaška hiša v mestu Puebla, zgradil jo je Tomás de la Plaza Goes, ki je bil diakon katedrale Puebla. Končana je bila leta 1580. Stavba je ostala praktično nedotaknjena do leta 1953, ko je bila predvidena za rušenje zaradi gradnje kina. Protesti so obvarovali stavbo z izjemnimi freskami in fasado, in so edini preživeli neverski primeri v svoji prvotni obliki iz 16. stoletja v Mehiki. Siva kamnita fasada je popolnoma gladka, glavni portal je v renesančnem slogu.
Centro Cultural Santa Rosa se nahaja v stavbi, ki datira v 17. stoletje in je bila prvotno hiša za Dominikanske nune. Kasneje je postal samostan imenovan v čast Saint Rose Lima. Leta 1869 je bila v stavbi psihiatrična bolnišnica. V 20. stoletju je bil v kuhinji stavbe ustanovljen muzej keramike, v preostalem delu stavbe pa je stanovalo 1500 ljudi. Leta 1973 je bil ustanovljen Museo de Arte Cultural Poblano. V muzeju so razstave, predstave in likovna vzgoja.
Museo de la Revolución (Muzej revolucije) je postal dom Aquiles Serdán v zelo zgodnjem 20. stoletju. Bil je politično aktiven proti ponovni izvolitvi Porfirio Diaza za predsednika. Policija je napadla stavbo in Serdán in njegova družina se je borila, dokler ni bil Aquiles ubit. Predsednik Francisco I. Madero je pustil hišo v čast Serdán. Kmalu zatem se je družina preselila v Ciudad de Mexico in stavba je postala stanovanjska hiša in trgovina. Desetletje kasneje jo je kupila zvezna vlada in spremenila v muzej.
Templo de Santo Domingo (Cerkev in bivši samostan Santo Domingo). Štiristopenjski zvonik izstopa s svojo obliko in jonskimi ter dorskimi pilastri. Glavna fasada je narejena iz sivega Cantera kamna, v katerega so vrezani veliki kozarci in cvetje. Glavni portal je narejen v slogu churrigueresque, ki ga obdajajo velike plošče s plateresco dekoracijo. V notranjosti je plateresco kor, neoklasicističen oltar in mumificirano telo blaženega Sebastiana de Aparicio.
Glavni portal cerkve Santo Domingo je v čisto klasičnem slogu v sivem Cantera kamnu. Sestavljen je iz treh ravni ločenimi z dorskimi stebri. Pročelje starega samostana je urejeno v baročnem slogu, pred katerim je velik atrij. V notranjosti je strop sestavljen iz dveh velikih obokov. Oltarji so pozlačeni v baročnem in churrigueresque slogu. Kapela Rosario (Capilla del Rosario) se nahaja v cerkvi Santo Domingo. Kapela je bila zgrajena med letoma 1650 in 1690 in je bila prva, ki je bila posvečena Mariji rožnega venca. Kapela je napolnjena s simboliko, s slikami in elementi, ki so reprezentativni za barok Nove Španije. Ta simbolika je v glavnem namenjena pomoči pri procesu evangelizacije. Kapela vsebuje tri teme pomembne za Cerkev: skrivnost rožnega venca, kreposti povezane z njo in Marijo rožnega venca. Kupola ima obliko krone Device Marije. Kapela je okrašena z vrezanim ometom, ki so ga pozlatili lokalni umetniki. Tukaj je tudi šest slik José Rodriguez Carnero, kakor tudi slika v oltarju, ki prikazuje življenje device Marije.
- Vodnjak v parku na glavnem trgu Zocalo, Puebla
- Tipična hiša obložena s ploščicami v Puebli
- Samostan Santo Domingo v Puebli
- Kapela Rosario v cerkvi Santo Domingo v Puebli
- Notranjost cerkve Santo Domingo v Puebli
- Detajl okrasja v kapeli Rosario
- Vhod v tržnico Victoria v Puebli

## Kuhinja
Najbolj znana je omaka mol poimenovaa po mestu Puebla, mol poblano. Izvor sega v predkolumbijsko obdobje, kako je nastala pa govori več legend. Sestavine omake so: suhi čiliji (ancho, anaheim, chipotle), rozine, manjdlji, sezam, začimbe poper, cimetove palčke, origano in timijan, čebula in česen, vse to prepraženo in zdrobljeno v terilniku kot prvi del, nadalje na olju prepražena čebula, česen, paprika serrano in paradižnik, vse gladko zmeljemo in dodamo jedilno čokolado. Omaka je priloga k mesu in velja za eno največjih specialitet mehiške kuhinje.
Druga znana mehiška jed, ki izvira iz Pueble, je Chiles en nogada, nekakšne nadevane paprike. Jed je bila prvič postrežena na banketu v čast velikega uspeha Agustina de Iturbide. Sestavine so v barvi mehiške zastave: zelena (poblano čili paprika), bela (orehova omaka) in rdeča (semena šipka). Za nadev mleto svinjsko meso, čebula, česenj, začimbe, paradižnik, mandlji, rozine, jabolka. Paprike za nadevanje morajo biti pečene in olupljene, potem, ko jih nadevamo, jih položimo v pekač, polijemo z nogada omako (mleko, orehi, parmezan, cimet) in gratiniramo.
Iz Pueble izhaja tudi jed imenovana cemita tudi cemita poblana. Je nekakšen sendvič ali tudi zvitek, običajno vroč kruh prekrit s sezamom. Sestavine za nadev so po navadi narezan avokado, meso, beli sir, čebula, zelišče pápalo (Porophyllum ruderale) in rdeča omaka (salsa roja). Priljubljeno meso je goveje meso Milanesa (tanek in ocvrt kos govedine), Cueritos (piklane kože prašičev), Queso de puerco (svinjska glava) in carnitas (dušena svinjina). Za sir se uporabi mocarela ali mehiški sir Quesillo. Jed izhaja iz časov francoske okupacije (1863-1867), v začetku so bili za nadev uporabljeni ostanki mesa.

## Lončarstvo, keramičarstvo
Kmalu po ustanovitvi je Puebla postala znana po svoji fini keramiki, predvsem po slogu imenovanem Talavera. Obilica kakovostne gline v regiji in nekaj izvrstnih rokodelcev jo je proslavilo po vsej deželi. Med letoma 1550 in 1570 so španski lončarji iz Talavera de la Reina v Španiji prišli v Pueblo učiti domačine evropskih tehnik, uporabe lončarskega vretena in glaziranja. Te nove metode zmešane z avtohtonimi vzorci so bile razlog, da je keramika postala znana kot poblano Talavera. Tehnika glaziranja je bila prvič uporabljen za ploščice, ki še vedno krasijo številne stavbe v mestu. Kasneje so ga uporabljali za lonce, krožnike, kozarce, verske in druge predmete. Do sredine 17. stoletja je tukaj nastala že industrija. Oblikovali so se cehi, ki so s predpisi zagotavljali kakovost. Modra barva je bila uporabljena le na najdražjih predmetih, saj so bili stroški za proizvodnjo mineralnih surovin največji. Obdobje med letoma 1650 in 1750 je bila zlata doba za proizvajalce.
Leta 1813 je ustava ukinila ceh lončarstva in preklicala 1653 standardov, s katerimi so zagotavljali kakovost. Ker je po tem lahko kdorkoli izdeloval keramične izdelke, je nazadovala tako tehnika kot umetniška kakovost. Talavera trg se je sesul. Od 46 delavnic v 18. stoletju, jih je ostalo le sedem. Ko je Enrique Luis Ventosa, 29-letni Katalonec, leta 1897 prispel v Pueblo, je bilo aktivnih le šest delavnic. Ventoso je fascinirala zgodovina in fina obrt, ki je Pueblo razlikovala od ostale Mehike. Postal je vodilna sila obuditve Talavera izdelkov v mestu.
Druga spodbuda za preporod izdelave ploščic iz Pueble je bila, da so o njih izvedeli zbiralci. Leta 1904 je Američanka Emily Johnston de Forest potovala po Mehiki in odkrila Talavera. Vzpostavila je stik s strokovnjaki, zbiratelji in trgovci, ki so ji pomagali pri vzpostavitvi svoje zbirke. Njena kolekcija je bila kasneje predana Metropolitan Museum of Art v New Yorku. Drugi muzeji, kot je Philadelphia Museum of Art, so zgradili svoje lastne zbirke. Franz Mayer muzej v Ciudad de Mexico ima največjo zbirko 726 kosov.

## Pobratena mesta
Puebla je pobratena s:
| - Asuncion, Paragvaj - Cancún, Mehika - Łódź, Poljska (od 1997) - Oklahoma City, ZDA - Pueblo, Colorado, ZDA - Rodos, Grčija | - Talavera de la Reina, Španija - Cádiz, Španija - Burgo de Osma, Španija - Wolfsburg, Nemčija - Xalapa, Mehika - Fes, Maroko |